# 郤称
郤 称（げき しょう、？ - ？）は、中国春秋時代の晋の武将。郤文の孫、郤豹の長男、郤芮、郤義の兄。
弟の郤芮、郤義と共に晋の恵公に仕える。
丕鄭が恵公、郤芮の悪政を嫌い、秦に賄賂を送ってきた。郤芮は呂甥、郤称と謀り「賄賂が手厚く、言葉が甘い。これは丕鄭がわれらを秦に売ったに違いない」 と言って丕鄭と申生の重臣であった七輿大夫を殺した。 